# Georg Ludwig von Torney
Georg Ludwig von Torney (* 22. August 1791 in Hedern; † August 1863) war ein deutscher Verwaltungsbeamter.
Von Torney entstammte einem niedersächsischen Adelsgeschlecht und wurde 1791 auf Gut Hedern geboren. Er besuchte vom 10. April 1806 bis zum 25. März 1809 die Ritterakademie Lüneburg. Danach studierte er Rechtswissenschaften an den Universitäten Heidelberg und Göttingen. 1809 wurde er in Heidelberg Mitglied der Corpslandsmannschaft Guestphalia I. Von 1836 bis 1843 war er Amtsassessor beim Amt Coppenbrügge und Administrator des Klosteramt Wülfinghausen.
Georg Ludwig von Torney war von 1843 bis zu seinem Tod 1863 Landdrost der Landdrostei Lüneburg.